# Olympische Sommerspiele 1956/Teilnehmer (Puerto Rico)
| Gelbes Symbol für Goldmedaillen mit stilisierten Olympischen Ringen | Graues Symbol für Silbermedaillen mit stilisierten Olympischen Ringen | Braundes Symbol für Bronzemedaillen mit stilisierten Olympischen Ringen |
| ------------------------------------------------------------------- | --------------------------------------------------------------------- | ----------------------------------------------------------------------- |
| —                                                                   | —                                                                     | —                                                                       |

Puerto Rico nahm an den Olympischen Sommerspielen 1956 im australischen Melbourne mit einer Delegation von zehn männlichen Sportlern an neun Wettkämpfen in zwei Sportarten teil.
Es war die dritte Teilnahme Puerto Ricos an Olympischen Sommerspielen.
Jüngster Athlet war der Stabhochspringer Rolando Cruz (17 Jahre und 69 Tage), ältester Athlet war der Sprinter Frank Rivera (28 Jahre und 267 Tage). Fahnenträger war Daniel Cintrón.

## Teilnehmer nach Sportarten

### Leichtathletik
4 × 400 Meter Staffel
- Ergebnisse
Runde eins: ausgeschieden in Lauf zwei (Rang fünf), 3:13,8 Minuten (handgestoppt), 3:13,81 Minuten (automatisch gestoppt)
- Staffel
Ovidio de Jesús
Ismael Delgado
Frank Rivera
Iván Rodríguez

Einzel
- Rolando Cruz
  - Stabhochsprung

Qualifikationsrunde: 4,00 Meter, Rang 16, nicht für das Finale qualifiziert
3,70 Meter: gültig, ohne Fehlversuch
3,85 Meter: gültig, ohne Fehlversuch
4,00 Meter: gültig, zwei Fehlversuche
4,15 Meter: ungültig, drei Fehlversuche

- Ovidio de Jesús
  - 400 Meter Lauf

Runde eins: ausgeschieden in Lauf eins (Rang vier), 54,0 Sekunden (handgestoppt), 54,08 Sekunden (automatisch gestoppt)

- Amadeo Francis
  - 400 Meter Hürden

Runde eins: ausgeschieden in Lauf vier (Rang drei), 54,3 Sekunden (handgestoppt), 54,38 Sekunden (automatisch gestoppt)

- Reinaldo Oliver
  - Speerwerfen

Qualifikationsrunde: 63,68 Meter, Rang 19
Versuch eins: 55,85 Meter
Versuch zwei: 52,42 Meter
Versuch drei: 63,68 Meter

- Frank Rivera
  - 800 Meter Lauf

Runde eins: ausgeschieden in Lauf eins (Rang sechs), 1:56,4 Minuten (handgestoppt), 1:56,58 Minuten (automatisch gestoppt)

- Iván Rodríguez
  - 200 Meter Lauf

Runde eins: in Lauf elf (Rang zwei) für das Viertelfinale qualifiziert, 21,9 Sekunden (handgestoppt), 22,06 Sekunden (automatisch gestoppt)
Viertelfinale: ausgeschieden in Lauf drei (Rang fünf), 21,9 Sekunden (handgestoppt), 22,16 Sekunden (automatisch gestoppt)
  - 400 Meter Lauf

Runde eins: in Lauf sieben (Rang drei) für das Viertelfinale qualifiziert, 48,8 Sekunden (handgestoppt), 48,86 Sekunden (automatisch gestoppt)
Viertelfinale: in Lauf eins (Rang drei) für das Halbfinale qualifiziert, 47,5 Sekunden (handgestoppt), 47,64 Sekunden (automatisch gestoppt)
Halbfinale: ausgeschieden in Lauf eins (Rang sechs), 47,7 Sekunden (handgestoppt), 47,86 Sekunden (automatisch gestoppt)

### Schießen
- Miguel Emmanuelli
  - Schnellfeuerpistole

Finale: 563 Punkte, 60 Treffer, Rang 14
Runde eins: 280 Punkte, 30 Treffer, Rang 16
Runde zwei: 283 Punkte, 30 Treffer, Rang 15

- Fernando Jiménez
  - Tontaubenschießen

Finale: 126 Punkte, Rang 31

- Federico Valle
  - Tontaubenschießen

Finale: 147 Punkte, Rang 26